# Trachystemon orientalis

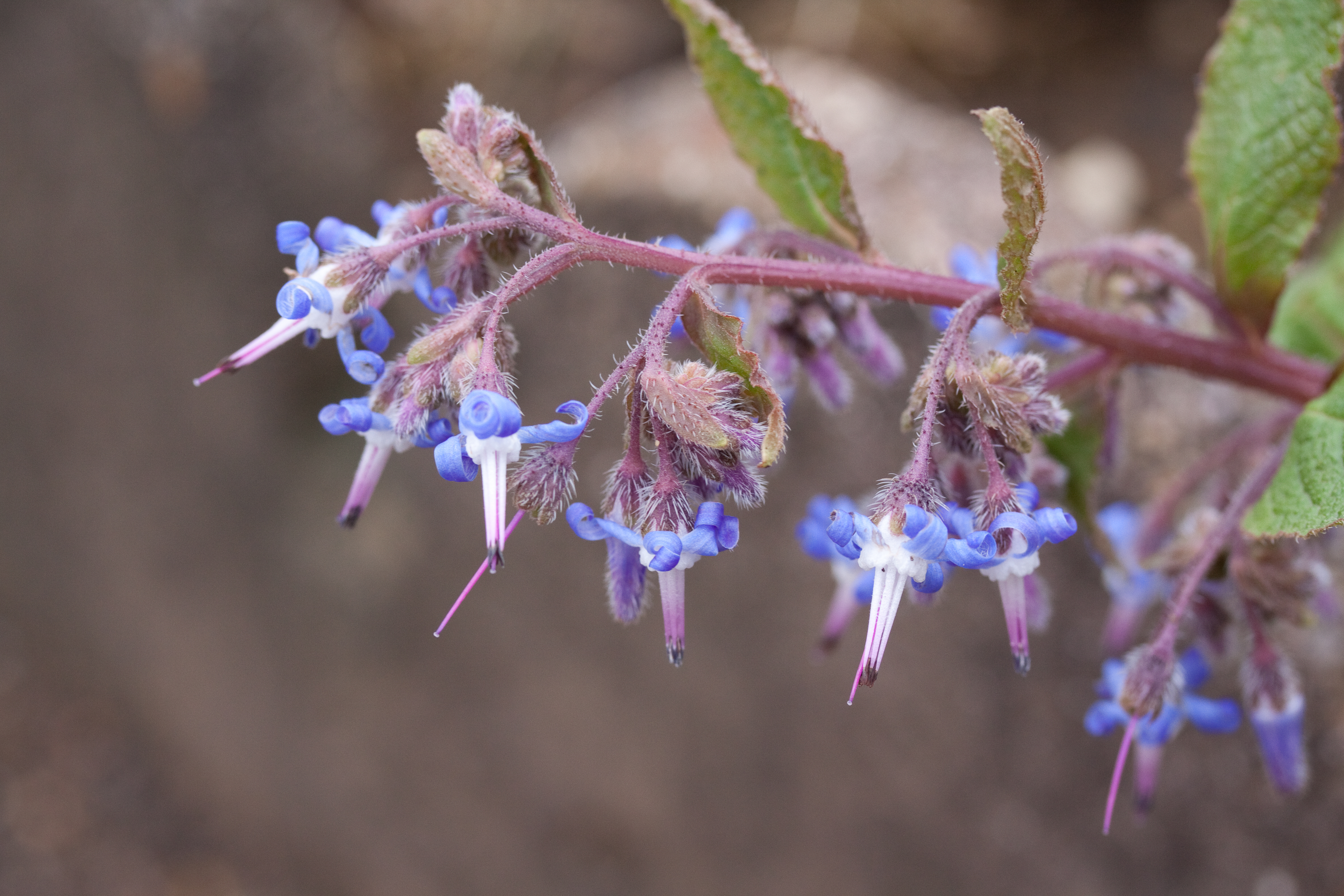
Kwiatostan

Trachystemon orientalis (Decne.) Baill. – gatunek rośliny z monotypowego rodzaju Trachystemon D. Don, Edinburgh New Philos. J. 13: 239. Oct 1832 z rodziny ogórecznikowatych (Boraginaceae). Rośnie w cienistych lasach bukowych, w miejscach wilgotnych i skalistych w basenie Morza Czarnego we wschodniej Bułgarii, północnej Turcji i w zachodniej części regionu Kaukazu. Roślina najpierw rozwija kwiatostan, a później okazałe liście. Bywa uprawiana jako ozdobna.

## Morfologia
PokrójBylina z pędem kwiatonośnym osiągającym 60 cm wysokości.
LiścieNiemal wyłącznie odziomkowe – rozwijają się po zakończeniu kwitnienia. Są okazałe – długoogonkowe, o blaszce osiągającej 20 cm średnicy. Pokryte są rozproszonymi, sztywnymi włoskami.
KwiatyKwiaty 5-krotne zebrane w kwiatostan złożony ze skrętek. Działki kielicha zrośnięte są tylko u nasady. Korona kwiatu zrosłopłatkowa, u nasady w rurkę z białymi, łuskowatymi osklepkami, poza tym barwy fioletowoniebieskiej. Końce płatków odwinięte na zewnątrz. Pręciki równe, takiej długości jak płatki korony. Zalążnia górna, czterokomorowa, zwieńczona pojedynczą, długą szyjką słupka.
OwoceRozłupnie rozpadające się na cztery rozłupki.